# Tyler Pasher
Tyler Pasher né le 27 avril 1994 à Elmira (en) en Ontario, est un joueur international canadien de soccer qui joue au poste d'ailier au Legion de Birmingham en USL Championship.

## Biographie

### Carrière en club

#### Formation et débuts
Natif d'Elmira (en),, Tyler Pasher fait ses débuts sportifs à Woolwich Soccer Association vers l'âge de six ans,. Il s’est également entraîné avec le club anglais de Newcastle United à plusieurs reprises tout au long de sa jeunesse. Mais à la suite de problèmes de permis de travail pour rester au Royaume-Uni, il décide de retourner à Toronto et rejoint l'académie du Toronto FC en 2010,,,,.
Il s’est rendu en Finlande en 2013, pour rejoindre le PS Kemi en troisième division finlandaise (en),. Jouant dans sa position naturelle d'ailier gauche, il a joué un rôle essentiel dans la lutte de l’équipe pour la promotion, marquant onze buts en vingt-deux matchs. Malgré ses performances, le PS Kemi ne l’a pas retenu.
Apres son passage en Finlande, il s'entraine avec les joueurs de Lansing United, pour se maintenir en forme et signe un contrat amateur en mai 2014 avec Lansing United qui évolue en NPSL,,. Il termine la saison avec trois buts et six passes décisives en dix matchs et remporte un titre de conférence, tout en étant également nommé dans l'équipe-type  des supporters,,. Il réalise également deux essais avec le Toronto FC et Minnesota United,.
En janvier 2015, il signe un contrat avec les Riverhounds de Pittsburgh, qui évoluent en USL et son transfert est officialisé le 8 avril. Trois jours plus tard, il fait ses débuts en tant que titulaire contre le Saint Louis FC (1-1). Puis, le 25 avril il inscrit son premier but en USL contre la réserve du Toronto FC (victoire 5-1). Au terme de la saison où il jouera au total vingt-trois rencontres dans lesquels il marque deux buts, le club décide de ne pas le conserver.

#### Sporting Kansas City
Apres quatre mois sans jouer au soccer, il participe au camp d'entrainement de présaison des Rangers en Arizona,. Le 2 mars 2016, il signe avec les Rangers de Swope Park, qui évolue également en USL. Le 14 mai, il inscrit un doublé face aux Roughnecks de Tulsa (victoire 2-1) et également nommé dans l'équipe-type de la semaine. En août 2016, il signe un contrat à court terme avec le Sporting de Kansas City pour participer à la Ligue des champions de la CONCACAF. Il fait ses débuts avec le Sporting KC le 13 septembre face aux Whitecaps de Vancouver (défaite 1-2),. Lors des séries éliminatoires, il délivre trois passes décisives en quatre rencontres, et est également titulaire lors de la finale contre la réserve des Red Bulls de New York (défaite 5-1).
Le 2 décembre 2016, il rejoint le Sporting Kansas City avec un contrat garanti jusqu'à la fin de la saison 2017 puis trois années en option. Le 20 mai 2017, il fait ses débuts en MLS face aux Whitecaps de Vancouver (défaite 2-0). Il passe la majeure partie de la saison avec l'équipe réserve. Lors des séries éliminatoires, il dispute trois rencontres, mais ne joue pas la finale perdue contre Louisville City. Le 27 novembre, il est libéré à la fin de la saison 2017,. Le 10 décembre, il est transféré en compagnie de Kévin Oliveira (en) à Atlanta United en échange de Kenwyne Jones et d'Aléxandros Tambákis. Le club de Géorgie ne lui propose néanmoins pas de contrat.

#### Eleven d'Indy
Le 7 février 2018, il signe un contrat avec l'Eleven d'Indy, qui évolue en USL,. Le 24 mars, il fait ses débuts sous ses nouvelles couleurs face aux Kickers de Richmond (victoire 0-1). Le 7 avril, il inscrit son premier but avec les Boys in Blue face au North Carolina FC (victoire 1-0) et également nommé dans l'équipe-type de la semaine,. Il subit une blessure au cou qui l'a mis à l'écart pour le reste de la saison,. Il signe un nouveau contrat d'un an avec les Boys in Blue le 30 novembre,.
La saison suivante est celle de la confirmation pour Tyler Pasher. Il s'impose comme un des meilleurs joueurs de son club. Il réalise d'excellentes performances, il marque onze fois en saison régulière et nommé trois fois dans l'équipe-type de la semaine,,. Lors des séries éliminatoires, il inscrit deux buts en trois rencontres et ils sont éliminés au porte de la finale par Louisville City,. Il resigne un nouveau contrat avec les Boys in Blue le 3 décembre 2019.
Lors de la première rencontre de la saison 2020, il inscrit son premier doublé avec les Boys in Blue et délivre une passe décisive lors de la victoire 4-2 contre le Memphis 901 FC et également nommé dans l'équipe-type de la semaine. Peu de temps après, le championnat est suspendu en raison de la pandémie de Covid-19 aux États-Unis. Indy redémarre la saison régulière le 11 juillet face au Saint Louis FC et inscrit un nouveau but (victoire 2-0). Il devient membre de l'équipe-type de la semaine pour la deuxième fois de la saison. La rencontre suivante, il inscrit un nouveau but contre la réserve du Sporting II de Kansas City (victoire 2-1) puis face aux Riverhounds de Pittsburgh le match d'après (victoire 0-1). Avec six buts en six matches, il est nommé joueur du mois de juillet 2020,. À la fin de la saison, il est nommé dans la deuxième équipe-type du USL Championship. Il est le deuxième meilleur buteur de l'histoire du club derrière Éamon Zayed.

#### Dynamo de Houston
Après ses deux bonnes saisons en USL Championship, il signe un contrat avec le Dynamo de Houston et fait son retour en Major League Soccer le 14 janvier 2021,,. Le 16 avril, il fait ses débuts en tant que titulaire et délivre également une passe décisive face aux Earthquakes de San José (victoire 2-1),. Il est devenu l’un des joueurs offensifs les plus fiables du Dynamo de ce début de saison. Lors de son troisième match avec le Dynamo, il inscrit son premier but en MLS contre le Los Angeles FC (1-1). Il clôt sa saison 2021 avec quatre réalisations en dix-neuf rencontres.
Joueur de rotation d'effectif en 2022 alors que Paulo Nagamura est le nouvel entraîneur du Dynamo, Pasher peine à s'imposer dans le onze partant de manière régulière, se contentant généralement d'entrées en cours de match. Cette situation amène à la résiliation de son contrat à l'amiable avec Houston le 5 août 2022.

#### Red Bulls de New York
Quelques jours seulement après son départ de Houston, Tyler Pasher s'engage en faveur des Red Bulls de New York. Malgré plusieurs présences sur le banc new-yorkais, il ne participe à aucune rencontre jusqu'à la résiliation de son contrat le 2 septembre suivant.

#### Legion de Birmingham
Libre de tout contrat depuis septembre, Pasher signe au Legion de Birmingham le 12 décembre 2022 et retourne ainsi en USL Championship.

### Carrière internationale
En juin 2011, Tyler Pasher est convoqué pour jouer les phases finales de la Coupe du monde des moins de 17 ans 2011 au Mexique avec l'équipe du Canada des moins de 17 ans,, mais il doit déclarer forfait sur blessure avant le début de la compétition. Puis, il participe aux Jeux de la Francophonie 2013 en France avec les moins de 20 ans. Il joue deux rencontres et les Canadiens ne se qualifiant pas pour les phases finales.
Le 16 mai 2014, il est convoqué pour la première fois en équipe du Canada par le sélectionneur national Benito Floro, pour deux matchs amicaux en Autriche contre la Bulgarie et la Moldavie, mais doit déclarer forfait à la suite d'une blessure. Le 22 mars 2015, il est de nouveau convoqué pour deux matchs amicaux contre le Guatemala et Porto Rico mais n'entre pas en jeu.
Le 1er juillet 2021, il est retenu dans la liste des vingt-trois joueurs canadiens sélectionnés par John Herdman pour disputer la Gold Cup 2021,,. Le 15 juillet, il fête sa première sélection en remplaçant Tajon Buchanan à la 77e minute de la rencontre, lors du deuxième match de poule des Canadiens face à Haïti (victoire 4-1). Il dispute deux rencontres et la sélection s'incline en demi-finale contre le Mexique.

## Statistiques

### Statistiques détaillées
| Saison                | Club                      | Championnat           | Championnat | Championnat | Coupe(s) nationale(s) | Coupe(s) nationale(s) | Compétition(s) continentale(s) | Compétition(s) continentale(s) | Compétition(s) continentale(s) | Séries | Séries | Canada | Canada | Total | Total |
| Saison                | Club                      | Division              | M.          | B.          | M.                    | B.                    | Comp.                          | M.                             | B.                             | M.     | B.     | M.     | B.     | M.    | B.    |
| 2013                  | PS Kemi                   | Kakkonen              | 22          | 11          | 1                     | 0                     | -                              | -                              | -                              | 2      | 0      | -      | -      | 25    | 11    |
| 2014                  | Lansing United            | NPSL                  | 10          | 3           | -                     | -                     | -                              | -                              | -                              | -      | -      | -      | -      | 10    | 3     |
| 2015                  | Riverhounds de Pittsburgh | USL                   | 21          | 2           | 2                     | 0                     | -                              | -                              | -                              | -      | -      | -      | -      | 23    | 2     |
| 2016                  | Rangers de Swope Park     | USL                   | 24          | 5           | -                     | -                     | -                              | -                              | -                              | 4      | 0      | -      | -      | 28    | 5     |
| 2017                  | Rangers de Swope Park     | USL                   | 24          | 0           | -                     | -                     | -                              | -                              | -                              | 3      | 0      | -      | -      | 27    | 0     |
| Sous-total            | Sous-total                | Sous-total            | 48          | 5           | -                     | -                     | -                              | -                              | -                              | 7      | 0      | -      | -      | 55    | 5     |
| 2016                  | Sporting Kansas City      | MLS                   | -           | -           | -                     | -                     | LCC                            | 1                              | 0                              | -      | -      | -      | -      | 1     | 0     |
| 2017                  | Sporting Kansas City      | MLS                   | 1           | 0           | -                     | -                     | -                              | -                              | -                              | -      | -      | -      | -      | 1     | 0     |
| Sous-total            | Sous-total                | Sous-total            | 1           | 0           | -                     | -                     | -                              | 1                              | 0                              | -      | -      | -      | -      | 2     | 0     |
| 2018                  | Eleven d'Indy             | USL                   | 10          | 1           | -                     | -                     | -                              | -                              | -                              | -      | -      | -      | -      | 10    | 1     |
| 2019                  | Eleven d'Indy             | USLC                  | 32          | 11          | 2                     | 0                     | -                              | -                              | -                              | 3      | 2      | -      | -      | 37    | 13    |
| 2020                  | Eleven d'Indy             | USLC                  | 15          | 10          | -                     | -                     | -                              | -                              | -                              | -      | -      | -      | -      | 15    | 10    |
| Sous-total            | Sous-total                | Sous-total            | 57          | 22          | 2                     | 0                     | -                              | -                              | -                              | 3      | 2      | -      | -      | 62    | 24    |
| 2021                  | Dynamo de Houston         | MLS                   | 19          | 4           | -                     | -                     | -                              | -                              | -                              | -      | -      | 2      | 0      | 21    | 4     |
| 2022                  | Dynamo de Houston         | MLS                   | 17          | 2           | 3                     | 0                     | -                              | -                              | -                              | -      | -      | -      | -      | 20    | 2     |
| Sous-total            | Sous-total                | Sous-total            | 36          | 6           | 3                     | 0                     | -                              | -                              | -                              | -      | -      | 2      | 0      | 41    | 6     |
| 2022                  | Red Bulls de New York     | MLS                   | 0           | 0           | -                     | -                     | -                              | -                              | -                              | -      | -      | -      | -      | 0     | 0     |
| 2023                  | Legion de Birmingham      | USLC                  | 20          | 4           | 4                     | 1                     | -                              | -                              | -                              | 2      | 0      | -      | -      | 26    | 5     |
| 2024                  | Legion de Birmingham      | USLC                  | 26          | 4           | 2                     | 2                     | -                              | -                              | -                              | -      | -      | -      | -      | 28    | 6     |
| 2025                  | Legion de Birmingham      | USLC                  | 14          | 1           | 4                     | 0                     | -                              | -                              | -                              | -      | -      | -      | -      | 18    | 1     |
| Sous-total            | Sous-total                | Sous-total            | 60          | 9           | 10                    | 3                     | -                              | -                              | -                              | 2      | 0      | -      | --     | 72    | 12    |
| Total sur la carrière | Total sur la carrière     | Total sur la carrière | 255         | 58          | 18                    | 3                     | -                              | 1                              | 0                              | 14     | 2      | 2      | 0      | 290   | 63    |

## Palmarès

### En club
PS Kemi
- Vainqueur du groupe Pohjoinen du Championnat de Finlande de D3 (en) en 2013

 Lansing United
- Vainqueur de la conférence des Grands Lacs Ouest de la NPSL en 2014

 Rangers de Swope Park
- Finaliste de la United Soccer League en 2016

### Distinctions personnelles
- Membre de l'équipe-type des supporters de la NPSL en 2014
- Membre de la deuxième équipe-type du USL Championship en 2020
- Désigné une fois « meilleur joueur du mois du USL Championship » et sept fois dans l'« équipe-type de la semaine du USL Championship »